# UNITE!
《UNITE!》（心手相連）是日本歌手濱崎步第23張單曲，2001年7月11日於日本發售。

## 說明
- 本作收錄於2002年1月1日發售的第四張原創專輯《I am...》當中。另也收錄於2007年2月28日發售的精選集《A BEST 2 -WHITE-》及2008年發售的單曲精選輯《A COMPLETE ~ALL SINGLES~》當中。
- 本作於2001年的日本巨蛋巡迴演唱會首次披露。
- 本作未拍攝音樂錄影帶，宣傳用影像僅一分鐘，為演唱會片段。
- 本作收錄的混音歌曲除了《UNITE!》外，尚有第22張單曲《Endless sorrow》及第三張原創專輯《Duty》所收錄歌曲《Key》的混音版本。

## 收錄歌曲
1. UNITE! "Original Mix"
作曲：CREA / 編曲：HΛL
麒麟飲料「サプリ」廣告歌曲
2. UNITE! "Huge UR-Chin mix"
3. UNITE! "hecco's club vocal mix"
4. UNITE! "re-Formation MIX"
5. Endless sorrow "Dub's Forever Mercy Mix"
6. UNITE! "PROJECT O.T ATOMIC MIX"
7. UNITE! "PSYCHO TRANCE MIX"
8. UNITE! "No.1 Blueberry Wonderful"
9. Key "nicely nice waterfowl remix"
10. UNITE! "Original Mix -Instrumental-"